# Unidad San Miguel Jagüeyes
Unidad San Miguel Jagüeyes är en ort i Mexiko, tillhörande Huehuetoca kommun i delstaten Mexiko. Unidad San Miguel Jagüeyes ligger i den centrala delen av landet och tillhör Mexico Citys storstadsområde. Orten hade 29 19 invånare vid folkmätningen 2010.